# Karl Friederich Griffin Dawes

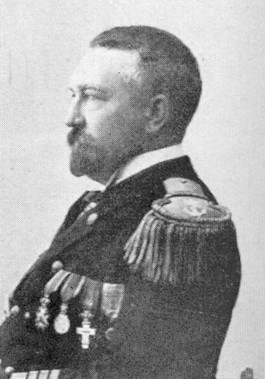
Karl Friedrich Griffin Dawes

Karl Friederich Griffin Dawes, född 5 januari 1861 i Fredrikstad, död 8 april 1941 i Horten, var en norsk sjömilitär.
Dawes blev kommendörkapten 1900, kommendör 1903, samt konteramiral 1910. Dawes var från 1890-talet den ledande vid det norska sjöförsvarets tekniska utveckling. 1902–1907 och 1908–1910 var han chef för sjökrigsskolan, och ledde under första världskriget Norges neutralitetsvakt till sjöss. 1907–1908 var han försvarsminister i Jørgen Løvlands ministär.

## Utmärkelser
- Kommendör med stora korset av Svärdsorden, 1919.[1]